# مسجد القلعة (القدس)
مسجد القلعة في القدس مسجد أثري يعود تاريخه إلى الحقبة المملوكية في فلسطين. يقع داخل أسوار البلدة القديمة لمدينة القدس، في حارة الأرمن. أنشأه السلطان الناصر محمد بن قلاوون داخل قلعة بيت المقدس في سنة 1310، ويقع عند زاويتها القبلية الغربية.
يتكون هذا الجامع من بيت للصلاة، ويتم الوصول إليه عبر مدخل شرقي، صغير الحجم نسبياً. وقد سقف بيت الصلاة بطريقة القبو البرميلي. وله محراب مزخرف، ويقع في منتصف الجدار الجنوبي لبيت الصلاة، وهو عبارة عن حنية حجرية متوجة بطاقية يتقدمها عقد ترتكز أرجله على عمودين قائمين على جانبي المحراب.
وكان العثمانيون قد جددوا بناء القلعة في سنة 1532، وأقاموا المئذنة. ثم جُددت هذه المئذنة في سنة 1655، في عهد السلطان محمد الرابع. وتتكون هذه المئذنة من ثلاثة طوابق حجرية، يُشكل أولها قاعدة المئذنة المربعة، ويقوم فوقه الطابق الثاني، وهو أسطواني الشكل. ويقوم الطابق الثالث فوقه، وهو أسطواني الشكل أيضاً. وهو أصغر حجماً من الطابق الثاني. وفي منتصفه بناء صغير، يُشكل طاقية المئذنة.
وقد حوّلت إسرائيل هذا المسجد والقلعة إلى متحف بعد إستيلاءها على القدس الشرقية في حرب 1967، وقد أطلقت عليه اسم «متحف قلعة داود».
وقد أوضح الخبير في شؤون الآثار المقدسية، يوسف النتشة، أن برج القلعة يضم مسجد القلعة وحولته سلطات الاحتلال إلى متحف داوود بعد سنوات من الحفر والتنقيب والترميم.
وأشار في تصريحات تابعها “المركز الفلسطيني للإعلام” إلى أن المسجد واحد من أكبر مساجد القدس بعد المسجد الأقصى المبارك وهو المسجد الوحيد الذي كانت تقام فيه صلاة الجمعة رغم قربة من المسجد الأقصى لوجود مئات الجنود من الانكشارية العثمانية لحماية القلعة والقدس.